# Casahuatlán
Casahuatlán es una localidad del estado mexicano de Morelos. Es parte del municipio de Amacuzac.

## Toponimia
El nombre «Casahuatlán» proviene de los términos en náhuatl: casahuatl, cazahuate; tlan, lugar de abundancia. Su significado es «Lugar donde abunda el cazahuate».

## Demografía
| Gráfica de evolución demográfica |
|                                  |

| Censo | Población |
| ----- | --------- |
| 1900  | 74        |
| 1910  | 22        |
| 1921  | 15        |
| 1930  | 110       |
| 1940  | 64        |
| 1950  | 107       |
| 1960  | 232       |
| 1970  | 540       |
| 1980  | 918       |
| 1990  | 1297      |
| 2000  | 1678      |
| 2010  | 1674      |
| 2020  | 1915      |